# Mondragón
Mondragón (baszk nyelven: Arrasate) egy település Spanyolországban, Gipuzkoa tartományban. Mondragón Aramaio, Elorrio, Bergara, Oñati és Aretxabaleta községekkel határos. Lakosainak száma 22 123 fő (2024).

## Népesség
A település népessége az utóbbi években az alábbiak szerint változott:
| Lakosok száma | 23 367 | 22 872 | 22 312 | 22 064 | 21 972 | 22 052 | 21 987 | 22 001 | 21 867 | 22 123 |
|               | 2001   | 2004   | 2006   | 2009   | 2011   | 2014   | 2016   | 2019   | 2021   | 2024   |